# ألبرتو ألفونسو
ألبرتو ألفونسو (بالإنجليزية: Alberto Alfonso)‏ هو مهندس معماري أمريكي، ولد في 1 مايو 1958 في هافانا في كوبا.